# Кинацин
Кинацин («Крикун») Тлальтекацин — тлатоани государства племени акольхуа с центром в городе Тескоко в 1298—1357 годах. Сын тлатоани акольхуа Тлоцина.
Кинацин был четвёртым правителем чичимеков-акольхуа, при котором этот народ достиг существенного политического могущества и культурного развития. Кинацин перенес столицу государства акольхуа из Тенайуки в Тескоко и пригласил туда миштекских ученых, которым было поручено обучение его подданных письменности и календарю. По приказу Кинацина акольхуа сменили своё родное наречие на язык кулуанских тольтеков, представлявший собой один из диалектов науатля, на котором говорили ацтеки. Это существенно способствовало будущему сближению альтепетлей Тескоко и Теночтитлан. Кроме того, Кинацин пригласил родственные племена с севера к переселению на Месету. Часть прибывших по его приглашению племён осела в Тескоко, другая часть заселила район современной Сьерра-Невады, создав в дальнейшем собственный альтепетль Тлашкалу, что усилило могущество чичимеков в Мексиканской долине.